# 西町停留場
西町停留場（日语：／ Nishichō teiryūjō */?）是位於富山縣富山市西町，富山地方鐵道富山軌道線的電車站。車站編號為C08。
電車站位於富山縣道43號富山上瀧立山線上的共用軌道。由於環狀線電車不停靠此電車站，因此如果乘客從環狀線電車需要轉乘前往南富山站前站方向，需要在中町（西町北）停留場下車，支付車費並且取領轉乘車票，然後步行前往此電車站轉乘。

## 歷史
在電車站啟用時，當時為本線（富山站前 - 櫻橋 - 共進會場前）和支線（富山站前 - 總曲輪 - 西町）的分支電車站。後來1928年成為東部線的分支電車站。隨著支線與東部線廢止，此電車站只剩下本線。但是，在富山都心線開通，再次變為分支電車站。可是上述提及，環狀線電車不會停靠此電車站。

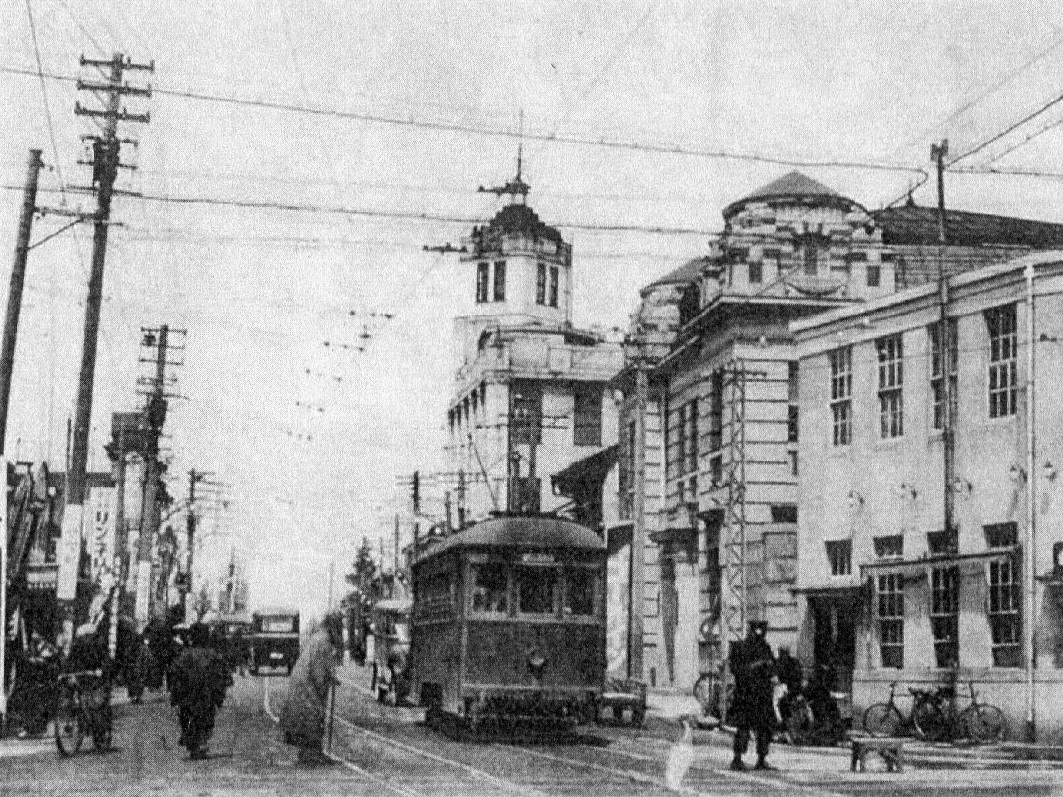
戰前的西町交叉點和電車站。《富山県郷土の山水　呉羽山中心以東編》（村上陽一郎編，1932年（昭和7年）7月，光洋社）。

- 1913年（大正2年）9月1日 - 富山電氣軌道電車站啟用[2]。
- 1920年（大正9年）7月1日 - 轉讓至富山市，成為富山市營軌道的電車站[3]。
- 1928年（昭和3年）10月21日 - 東部線（西町 - 通坊前 - 東田地方之間）開通[4]。
- 1943年（昭和18年）1月1日 - 路線轉讓。成為富山地方鐵道的電車站[5]。
- 1945年（昭和20年）8月2日 - 發生富山大空襲（日语：富山大空襲），使電車站暫停使用[6]。
- 1946年（昭和21年）
  - 1月14日 - 南富山站前至富山站前之間重開，此站重開[7]。
  - 5月15日 - 新富山站前至西町之間重開，越前町方向的路線重開[7]。
- 1948年（昭和23年）9月1日 - 西町至雪見橋之間重開，通坊前方向的路線重開[7]。
- 1950年（昭和25年）10月1日 - 笹津線開始從南富山站前駛入至此電車站[8]。
- 1950年（昭和25年）12月31日 - 射水線開始從新富山站前駛入至此電車站[8]｡
- 1961年（昭和36年）7月18日 - 射水線列車不再駛入此電車站[8]。
- 1967年（昭和42年）10月10日 - 笹津線列車不再駛入此電車站[9]。
- 1973年（昭和48年）3月31日 - 支線（西町 - 丸之内之間）廢止[9]。
- 1984年（昭和59年）4月1日 - 東部線、山室線（西町 - 不二越站前之間）廢止[2]。
- 2009年（平成21年）12月23日 - 富山都心線（丸之内 - 國際會議場前 - 西町之間）開通[10]。

## 電車站構造
電車站是地面車站，建造在共用行車道上，設有2面2線的相對式月台（千鳥式月台）。電車站靠近南富山站前方向曾經設有渡線，現已撤走。

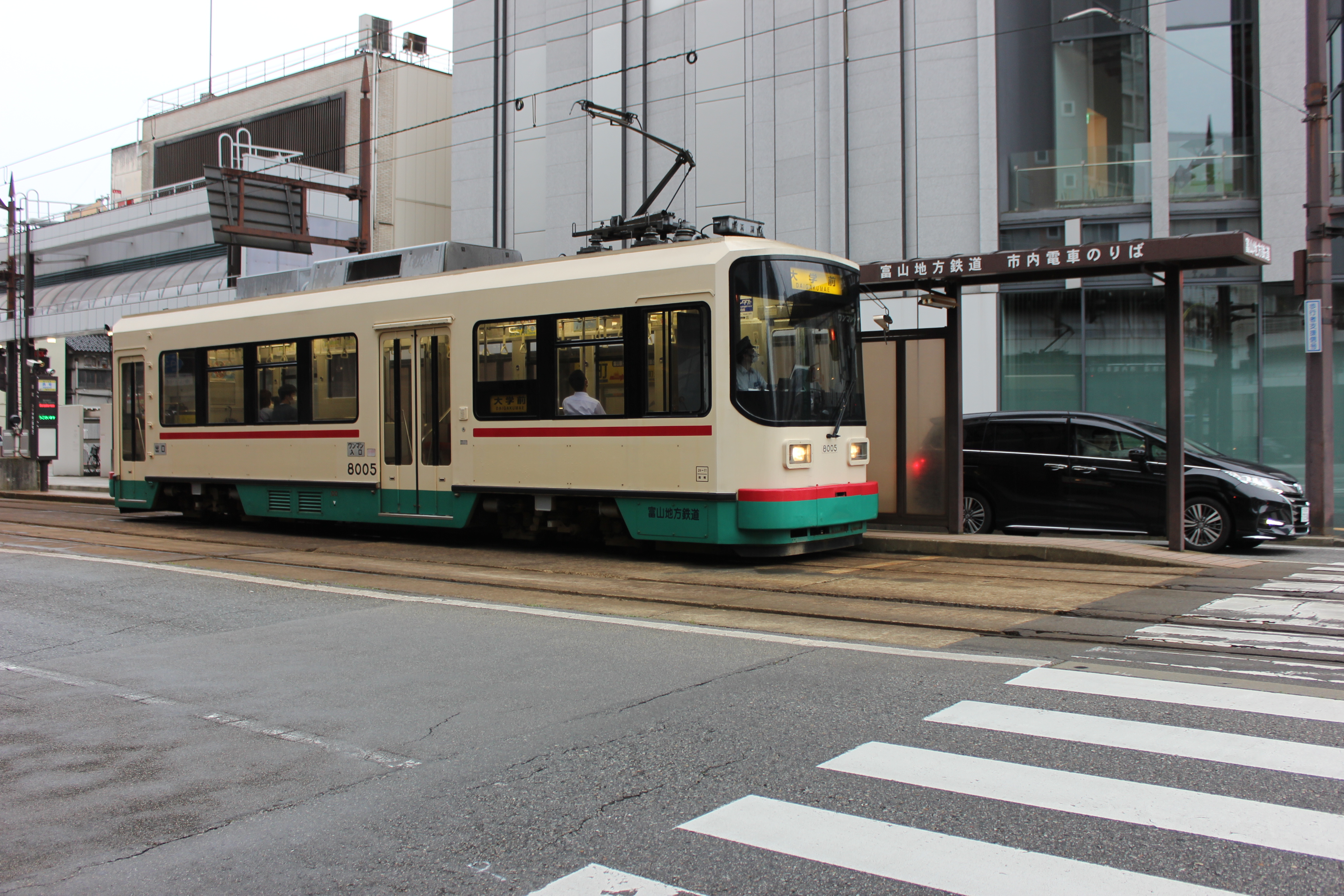
電車站南邊

## 電車站周邊
- 西町商店街（日语：西町 (富山市)）
- TOYAMA Glitter（日语：TOYAMAキラリ）
  - 富山市立圖書館（日语：富山市立図書館） 本館、富山市玻璃美術館、富山第一銀行（日语：富山第一銀行） 總店
- 富山地鐵西町乘車券中心（發售列車、巴士定期票與IC卡場所）
- 北陸銀行總店（電氣大樓分店）
- 富山銀行（日语：富山銀行）富山分店（富山站前分店、柳町分店）
- 中央通（日语：中央通り (富山市)）
- Teruteru亭（日语：てるてる亭）
- Gallery·MILLET（日语：ギャルリ・ミレー）
- 總曲輪通商店街（日语：総曲輪）
- 總曲輪FERIO（日语：総曲輪フェリオ）（大和（日语：大和 (百貨店)#富山大和）富山店）
- GRAND PLAZA（日语：グランドプラザ）
- 本願寺富山西別院、東別院

## 相鄰電車站
富山地方鐵道
富山軌道線（本線）
上本町（C07）－西町（C08）－中町（西町北）（C09）（富山大學前、岩瀨濱方向單向停靠）－荒町（C10）

### 曾經存在的路線
富山地方鐵道
富山軌道線（支線）（1973年廢止）
越前町－西町
富山軌道線（東部線）（1984年廢止）
西町－中教院前

## 注腳
1. ↑  .   [2021年4月19日]. （原始内容存档于2021年3月5日） （日语）.
2. 1 2  今尾惠介（監）. . 新潮社. 2008: 36. ISBN 978-4107900241 （日语）.
3. ↑  1920年2月11日付大阪朝日新聞 北陸版 （页面存档备份，存于）（日語）（神戶大學附屬圖書館新聞記事文庫）
4. ↑  富山地方鉄道（編）. . 富山地方鉄道. 1979: 184 （日语）.
5. ↑  1942年12月7日軌道譲渡許可「軌道譲渡」『官報』1942年12月21日（國立國會圖書館數碼化收藏）
6. ↑  富山地方鉄道（編）. . 富山地方鉄道. 1979: 175 （日语）.
7. 1 2 3  富山地方鉄道（編）. . 富山地方鉄道. 1983: 378 （日语）.
8. 1 2 3  富山地方鉄道（編）. . 富山地方鉄道. 1979: 176 （日语）.
9. 1 2  富山地方鉄道（編）. . 富山地方鉄道. 1979: 177 （日语）.
10. ↑  http://webun.jp/item/1000574%5B%5D　（北日本新聞2009年（平成21年）12月23日）

## 外部連結
- 西町 市內電車 時間預定表PDF（日語） - 富山地方鐵道